# 웨리크 포포
웨리크 시우바 핀투(포르투갈어: Werik Silva Pinto, 2001년 10월 17일~)는 브라질의 축구 선수이다. 포지션은 미드필더이다. 현재 레드불 브라간치누에서 수원 삼성 블루윙즈로 임대되어 뛰고있다.